# Saga völsunga

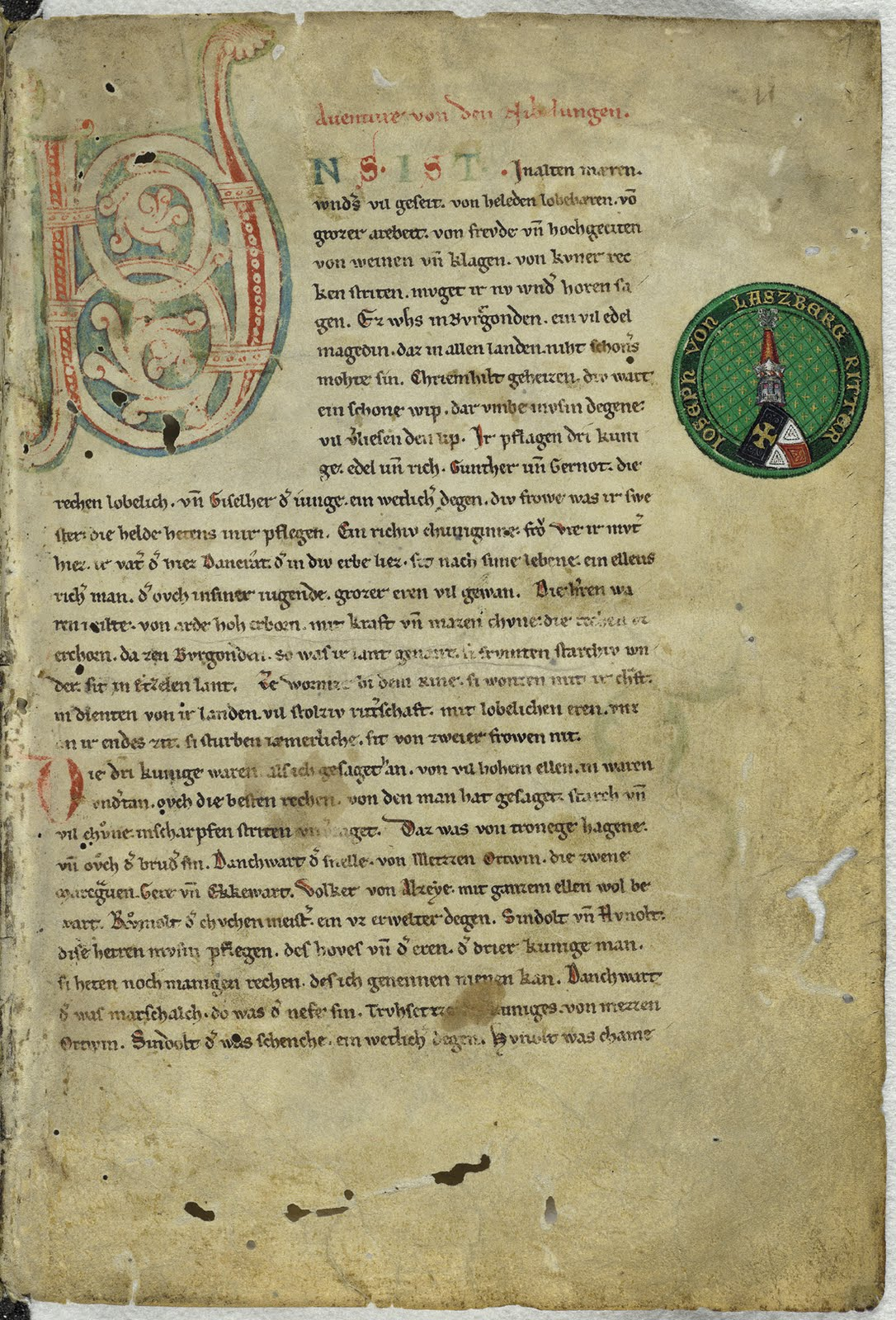
Un foli del manuscrit C del Nibelungenlied (Cantar dels Nibelungs), epopeia medieval alemanya que relata els mateixos fets que la saga

La Saga völsunga o Saga dels volsungs és un text islandès en prosa de la fi del segle xiii, cap a l'any 1270.
Relata les aventures de l'heroi germànic Sigurd, que mata el drac Fafnir al bruguerar de Gnita, i així s'apodera d'un tresor màgic. Correspon a una versió més arcaica del tema que apareix en el Cant dels Nibelungs (una epopeia de l'alt alemany mitjà molt semblant a la Saga volsunga, però escrita en vers, que narra la destrucció dels burgundis).
Es basa en poesies tradicionals anteriors, algunes de les quals es repleguen en l'Edda poètica. És per això que alguns estudiosos agrupen aquesta saga dins de les anomenades «sagues dels temps antics» (fornaldarsögur), caracteritzades per incloure-hi elements mitològics i fantàstics.